# Phostria atrisignalis
Phostria atrisignalis is een vlinder uit de familie van de grasmotten (Crambidae). De wetenschappelijke naam van de soort is voor het eerst gepubliceerd in 1912 door George Francis Hampson.
De soort komt voor in Singapore en Papoea-Nieuw-Guinea.